# N
N bzw. n (gesprochen: [ʔɛn]) ist der 13. Buchstabe des klassischen und der 14. Buchstabe des modernen lateinischen Alphabets. Er ist ein Konsonant. Der Buchstabe N hat in deutschen Texten eine durchschnittliche Häufigkeit von 9,78 %. Er ist damit nach dem E der zweithäufigste Buchstabe in deutschen Texten und damit der häufigste Konsonant in deutschen Texten.

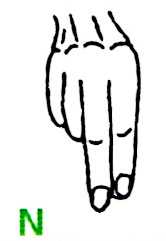
Buchstabe N im Fingeralphabet

Das Fingeralphabet für Gehörlose bzw. Schwerhörige stellt den Buchstaben N dar, indem die Hand nach unten weist, der Zeige- und Mittelfinger nach unten zeigen und die restlichen Finger auf der Handfläche liegen. Der Handrücken zeigt nach vorne.

## Aussprache
Die Aussprache von N als einzelner Buchstabe ist unterschiedlich. Im Deutschen wird es grundsätzlich als [n] gesprochen; vor einem K (C) oder in Verbindung mit G kann die Aussprache [ŋ] sein, sofern der nachfolgende Buchstabe der gleichen Silbe angehört.

## Herkunft
| Schlange (protosinaitisch) | Phönizisches Nun | Griechisches Ny | Etruskisches N | Lateinisches N |
| Schlange (protosinaitisch) | Phönizisches Nun | Griechisches Ny | Etruskisches N | Lateinisches N |

In der protosinaitischen Schrift ist der Buchstabe das Symbol für eine Schlange.
Im phönizischen Alphabet wurde aus dem Schlangensymbol der Buchstabe Nun (Schlange). Bereits im phönizischen hatte der Buchstabe den Lautwert [n].
Die Griechen übernahmen das Nun in ihr Alphabet als Ny und behielten den Lautwert bei. Aus dem Blitz-artigen Buchstaben wurde bis zum klassisch-griechischen durch einen zweiten Anstrich links ein Buchstabe, der bereits die Form des N hatte. Wie beim M ist der Anstrich möglicherweise zur Verbesserung der Schreibung beim Wechsel der Schreibrichtung von rechts nach links auf von links nach rechts eingefügt worden.
Die Etrusker übernahmen das N in seiner frühgriechischen Form, ebenso zuerst die Römer. Allerdings wurde der Buchstabe auch im Latein später mit einem Anstrich links versehen.

## Varianten
Auf N basieren die Diakritika Ñ, Ń, Ň, Ņ, N̦ und Ŋ sowie analog die entsprechenden Kleinbuchstaben.

## Definition nach dem Deutschen Wörterbuch
„N ist der vierzehnte buchstabe unseres alphabets (vor der scheidung des I und J der dreizehnte. Hederich 1654), gehört zur gruppe der sog. flüssigen und berührt sich vielfach mit m, aus dem es oft entstehen und wie dieses im in- und auslaute sonantisch werden, d. h. verklingen und aus- oder abfallen kann, wovon weiter unten gehandelt wird. das echte n entspricht in allen stellungen einem lingualen n der urverwandten sprachen (nacht eines hahn zu lat. nox unus canere). als gutturaler nasal wird es ng nk geschrieben (s. unten 9, b). die ausführliche behandlung des lautes gehört in die grammatik; nur das wichtigste kann hier hervorgehoben werden.[…]“